# Bionic Commando (arcade)
Bionic Commando (トップシークレット?  Top Secret en Japón) es un videojuego de plataformas de acción de 1987 lanzado por Capcom para los arcades. Más tarde fue lanzado para varias computadora doméstica (adaptado por Software Creations y distribuido por Go!). Capcom más tarde distribuyó una versión doméstica para el Nintendo Entertainment System, también titulada Bionic Commando, que fue drásticamente diferente de la original de arcade. Capcom hizo publicidad del juego en los Estados Unidos como una secuela de Commando, llegando al extremo de hacer referencia al personaje principal del juego como Super Joe (el protagonista de Commando) en el folleto de venta, que no tiene nombre en el juego en sí. Super Joe más tarde fue convertido en un personaje secundario en la versión para NES del juego.
El protagonista del juego es un comando equipado con un brazo biónico con una arma de agarre, que le permite tirar hacia adelante o un columpio desde el techo. La serie se destaca por ser uno de los pocos casos de un juego de plataformas en donde el jugador no puede saltar. Para cruzar las lagunas o escalar salientes, el héroe debe usar su brazo biónico.